# Current Opinion in Otolaryngology & Head and Neck Surgery
Current Opinion in Otolaryngology & Head and Neck Surgery is een internationaal, aan collegiale toetsing onderworpen wetenschappelijk tijdschrift op het gebied van de otorinolaryngologie.
De naam wordt in literatuurverwijzingen meestal afgekort tot Curr. Opin. Otolaryngol. Head Neck Surg.
Het wordt uitgegeven door Lippincott Williams & Wilkins en verschijnt tweemaandelijks.